# Manich Jumsai
M. L. Manich Jumsai bzw. Mō̜. Lō̜. Mānit Chumsāi, kurz  auch Manit Choomsai thailändisch ม.ล. มานิจ ชุมสาย  (* 5. Oktober 1908 in Chachoengsao; † 3. Januar 2009 in Bangkok) war ein thailändischer Gelehrter und Pädagoge.

## Leben
Die Familie von Mo Lot Manich Jumsai besaß nur unbedeutende finanzielle Mittel. Der Sohn konnte jedoch 1925 ein Stipendium des Königs gewinnen und ging anschließend nach England, um am Trinity College in Cambridge Sprachen und Pädagogik zu studieren. Nach seinem Abschluss kehrte er nach Thailand zurück und widmete sich akademischen Aufgaben des Bildungsministeriums. 1940 gründete er das thailändische Lehrerkolleg, wobei er Wert auf die Ausbildung von Lehrern auf dem Land und von Frauen legte. Dieses Lehrerkolleg diente später als Grundlage für das Rajabhat-System.  Auch der erste experimentelle Kindergarten des Landes, La-or Uthis, war ein Werk von Manich. Daneben schrieb er Lehrbücher für die englische Sprache und entwarf spezielle Lehrprogramme für die Vorschule.
1949 half Manich bei der Gründung der späteren Srinakarinwirot-Universität in Bangkok, indem er ein Stück Land der Soi Prasanmit erwarb und es Pin Malakul, dem eigentlichen Gründer zur Verfügung stellte. Das Königliche Institut von Thailand war schon fast in Vergessenheit geraten, als Manich dessen akademischen Aktivitäten wiederbeleben konnte. Seit 1950 arbeitete Manich im Hauptquartier der UNESCO in Paris und war verantwortlich für Ausbildungsprogramme in Entwicklungsländern. Wichtigstes Ergebnis dieser Tätigkeit war die erstmalige Schaffung einer Schrifttype für die laotische Schrift, die für eine Druckerpresse in Vientiane gedacht war.
Bekannt sind im Ausland vor allem die von Manich initiierten und bearbeiteten Wörterbücher für Thai-Deutsch-Thai, Thai-Englisch-Thai und Thai-Französisch-Thai. Während seiner Zeit in Paris nahm sich Manich jedoch auch Zeit, die Beziehungen zwischen Siam/Thailand und dem Westen nachzugehen und diese zu popularisieren. Hierfür sammelte er alte Bücher, Karten und Manuskripte über Siam in europäischen Sprachen.
1972 initiierte Manich die erste Bücherschau des Landes, zunächst in Zelten entlang der Straße. Heute ist die jährliche Büchermesse in Bangkok eine der größten kulturellen Veranstaltungen in Thailand.
Manich Jumsai starb am 3. Januar 2009 in Bangkok im Alter von 100 Jahren an Herzversagen.

## Veröffentlichungen (Auswahl)
- Popular History Of Thailand. Chalermnit, Bangkok 1979.
- Thai Folktales. Chalermnit, Bangkok 2000, ISBN 974-85856-6-2.
- The Story of King Narai and his Ambassador to France in 1686 Kosaparn. Chalermnit, Bangkok 1986.
- Guide to Thai Conversation & Phrases. Chalermnit, Bangkok 1990, ISBN 974-7390-25-6.
- History of Anglo-Thai Relations. Chalermnit, Bangkok 1970.
- History of the Thai-German relations (from the files of the Thai Embassy in Bonn and the German Ministry of Foreign Affairs).  Chalermnit, Bangkok 1978.
- Understanding Thai Buddhism. Paragon Book Gallery, 1980, ISBN 0-685-25238-8.
- King Mongkut of Thailand and The British Monarch: The Model of Great Friendship. Chalermnit, Bangkok 2000.
- Compulsory Education in Thailand. UNESCO, Paris 1951.
- Thai Ramayana (Deutsche Ausgabe) von der uralten Geschichte in Sanskrit wieder neu gedichtet von König Rama I und dann wieder neu erzählt. Chalermnit, Bangkok 1971.
- History of Thai Literature. Chalermnit, Bangkok 2000, ISBN 974-85869-7-9.
- Seven Hundred Years of Thai Writing. Chalermnit, Bangkok 1983.
- History of Laos. Chalermnit, Bangkok 1969.
- Geography of Siam. Rung-Rueng-Dharm Press, Bangkok 1948.
- Prince Prisdang’s Files on His Diplomitic Activities in Europe 1880-1886. Chalermnit, Bangkok 1977.
- King Mongkut and Sir John Bowring. Chalermnit, Bangkok 1970.